# Arana Mertlová
Arana Mertlová (20. února 1938 Opava – 25. listopadu 2009 České Budějovice) byla česká sochařka a grafička.

## Život
Arana Mertlová se narodila 20. února 1938 v Opavě. V roce 1956 vystudovala pražskou grafickou školu a následně začala pracovat jako propagační aranžérka v různých jihočeských podnicích a jako propagační pracovnice a pomocná výtvarnice v Malém divadle v Českých Budějovicích. Po upálení Jana Palacha v lednu 1969 vytvořila na jeho památku dvě plastiky nazvané Mlčení. Měly stát na výstavě v brněnské Galerii. To bylo ale zakázáno.
Od roku 1973 působila bez stálého zaměstnání. V roce 1990 založila českobudějovickou Galerii K, kterou až do roku 1993 vedla. Své díla vystavovala například v Praze, v Roztokách u Prahy, v Českých Budějovicích, v Rožnově, v Českém Krumlově, ve Zlaté Koruně a v Týně nad Vltavou. Mimo Českou republiku vystavovala i ve Francii a v Rakousku.
Jejím manželem byl český spisovatel Věroslav Mertl. Arana Mertlová zemřela 25. listopadu 2009 v Českých Budějovicích.

## Dílo

#### Sochařství
- Křížová cesta v kostele svatého Prokopa a svatého Jana Křtitele v Českých Budějovicích (1977)
- stěna v českobudějovickém krematoriu (1979)
- reliéf v kostele svatého Mikuláše (1982)
- sousoší v kostele svatého Václava (1992)
- reliéf a plastika v Pasově

#### Publikace
- Kousavé koláže (2003)